# Mikołaj Danilewicz

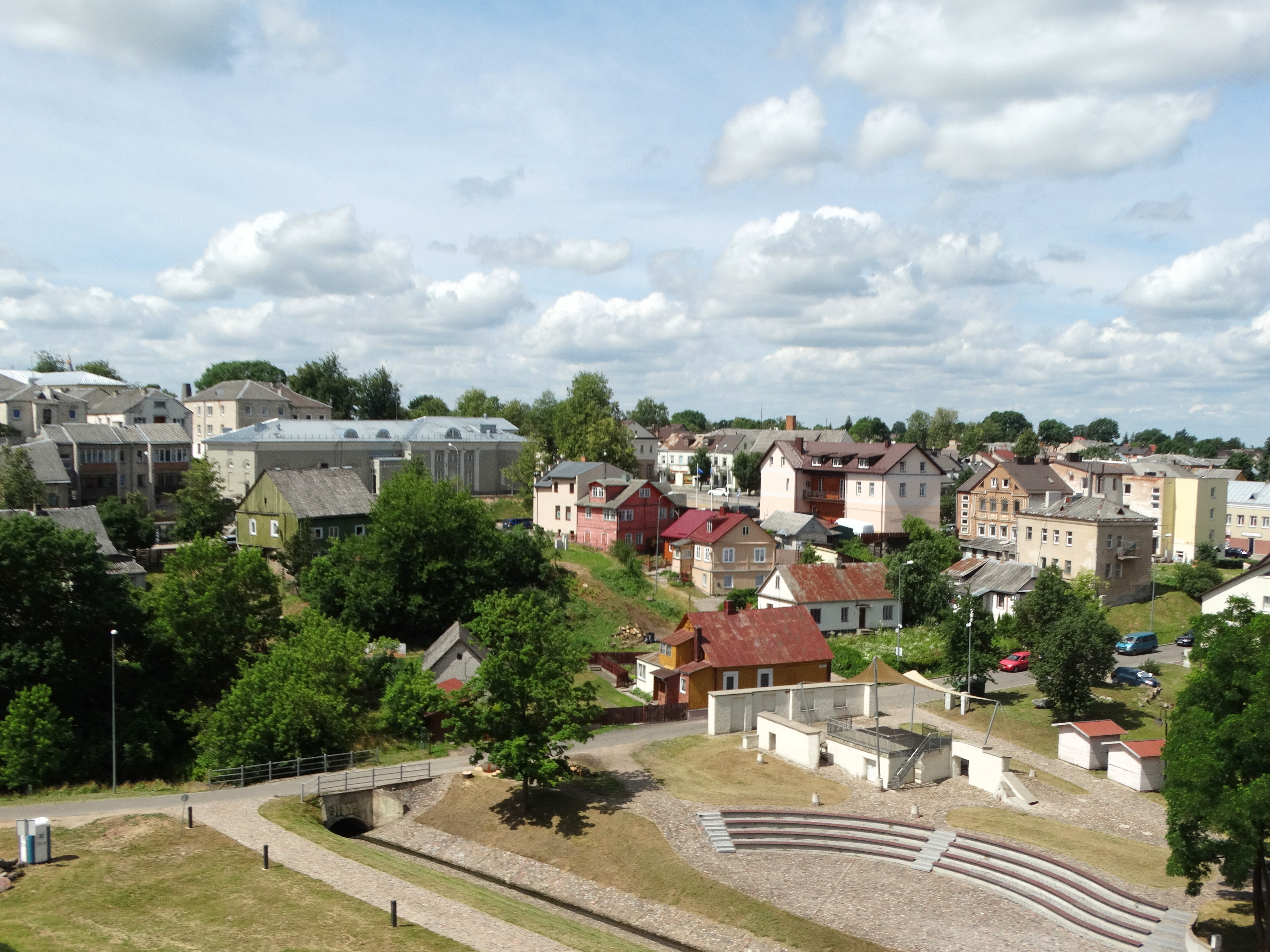
Wiłkomierz, miasto, z którym związany był Mikołaj Danilewicz

Mikołaj Danilewicz (Danielewicz) herbu Ostoja (zm. po 1699) – dziedzic dóbr Wierzchówka, Ołseta i innych, miecznik wiłkomierski, podsędek wiłkomierski, podstarości wiłkomierski, elektor króla Michała Korybuta Wiśniowieckiego.

## Życiorys
Mikołaj Danilewicz przyszedł na świat w rodzinie szlacheckiej wywodzącej się z Wielkiego Księstwa Litewskiego, należącej do rodu heraldycznego Ostojów (Mościców). O nim i o jego rodzinie pisał Kasper Niesiecki w Herbarzu polskim. Posiadał dobra Wierzchówka, Ołseta i inne. Posłował na Sejm elekcyjny w 1669 roku będąc w tym czasie miecznikiem wiłkomierskim. W latach 1670–1686 pełnił funkcję podstarościego wiłkomierskiego a następnie od roku 1685/6 obejmował urząd podsędka wiłkomierskiego. Miał być podstolim wendeńskim lecz nie utrzymał się na urzędzie.